# Michaił Marynicz
Michaił Marynicz (biał. Міхаіл Марыніч, ros. Михаил Маринич, Michaił Marinicz; ur. 13 stycznia 1940, zm. 17 października 2014 w Mińsku) – białoruski polityk, w latach 1990–1995 deputowany do Rady Najwyższej Białorusi XII kadencji, były minister kontaktów gospodarczych z zagranicą, a także były ambasador Białorusi na Łotwie, w Estonii i Finlandii.
Po odejściu ze stanowiska przeszedł do obozu opozycji. W 2001 roku kandydował na urząd prezydenta Białorusi. 26 kwietnia 2004 roku został aresztowany przez białoruskie KGB. Zwolniono go z więzienia 14 kwietnia 2006 roku.